# Stanisława Niedźwiedzka

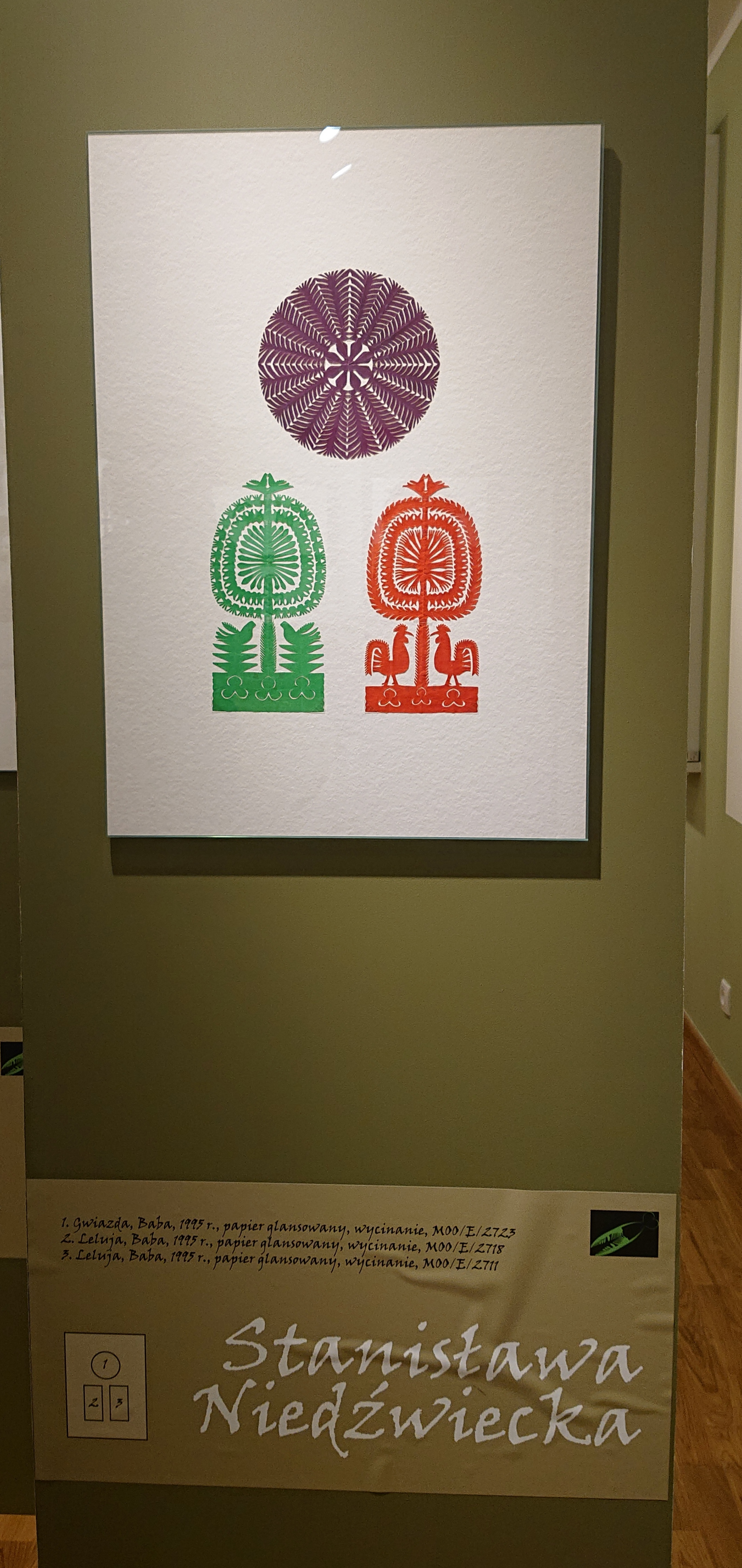
Wycinanki Stanisławy Niedźwiedzkiej na wystawie w Muzeum Kultury Kurpiowskiej w Ostrołęce

Stanisława Niedźwiedzka (ur. 10 lutego 1908 w Tatarach, zm. w 2008) – polska artystka ludowa z kurpiowskiej Puszczy Zielonej, laureatka Nagrody im. Oskara Kolberga.

## Życiorys
Stanisława Niedźwiedzka urodziła się w 1908 roku w zasłużonej na Kurpiach rodzinie Konopków . W 1932 roku wyszła za Józefa Niedźwiedzkiego i prowadziła z nim gospodarstwo rolne w Babie. Od matki Marianny Konopki z d. Staśkiewicz (1880–1962) nauczyła się wycinkarstwa i tkactwa, a jej siostrą była Czesława Konopka uznawana za najpopularniejszą polską wycinankarkę. Poza wycinankami wykonywała kurpiowskie kierce, firanki bibułkowe i palmy wielkanocne oraz wypiekała pieczywo obrzędowe. Śpiewała pieśni i przyśpiewki na tradycyjnych weselach kurpiowskich, pełniąc rolę czepczarki. Kilkanaście pieśni ludowych w jej wykonaniu w 1969 roku zostało nagranych .
Od 1950 roku współpracowała ze Spółdzielnią Rękodzieła Ludowego i Artystycznego „Kurpianka” w Kadzidle. Uczestniczyła w licznych regionalnych i ogólnopolskich konkursach i wystawach sztuki ludowej, m.in. w Warszawie, Płocku, Toruniu i Łodzi, będąc wielokrotnie wyróżnianą i nagradzaną I i II nagrodą. Została laureatką Nagrody im. Oskara Kolberga (1995) w kategorii „Twórczość plastyczna, zdobnictwo, rękodzieło i rzemiosło ludowe, folklor muzyczno-taneczny” oraz Nagrody im. Jana Pocka. Dwukrotnie była stypendystką Ministerstwa Kultury i Sztuki oraz otrzymała Medal 40-lecia Polski Ludowej .
Adam Chętnik czerpał z jej umiejętności przy wystroju wnętrz zabytkowych chat Skansenu Kurpiowskiego w Nowogrodzie . Często była zapraszana na kiermasze sztuki ludowej, Cepeliady i inne imprezy folklorystyczne w Polsce. Jej prace znajdują się w Muzeum Kultury Kurpiowskiej w Ostrołęce, Muzeum Północno-Mazowieckim w Łomży, Skansenie Kurpiowskim im. Adama Chętnika w Nowogrodzie, Państwowym Muzeum Etnograficznym w Warszawie, Muzeum Etnograficznym im. Marii Znamierowskiej-Prüfferowej w Toruniu, Podlaskim Muzeum Kultury Ludowej, w Muzeum Mazowieckim w Płocku oraz w Łodzi .
Stanisława Niedźwiedzka należała do Polskiego Towarzystwa Ludoznawczego i Stowarzyszenia Twórców Ludowych. Zmarła w 2008 roku, przeżywszy 100 lat i 6 miesięcy .